# Desaparición de Ruth Wilson
Ruth Wilson (Betchworth, Surrey; 31 de enero de 1979) era una joven inglesa que desapareció a los 16 años de edad en noviembre de 1995.

## Biografía
Ruth Wilson era la hija mayor de Ian y Nesta Wilson. Su madre nació en Wellingborough el 1 de mayo de 1948 y sus padres adoptivos le dieron el nombre de Nesta Landeg. Ian y Nesta se casaron en 1976 en Newport. Cuando Wilson tenía tres años y su hermana, Jenny, unos meses, Nesta se suicidó el 10 de diciembre de 1982. Según la historia que la familia contó a Wilson, la muerte de Nesta se debió a una caída accidental por las escaleras, pero en su certificado de defunción constaba como causa de la muerte el suicidio por ahorcamiento. Sin que su familia lo supiera, Wilson se enteró de la verdadera naturaleza de la muerte de su madre antes de que desapareciera.
Su padre, Ian G. Wilson, se casó en segundas nupcias con Karen I. Bowerman en el último trimestre de 1983 en Surrey. Ian y Karen eran profesores: él era director de ciencias en un instituto de secundaria, mientras que ella era subdirectora de un colegio de primaria. Ian también fue concejal de la parroquia local. La familia vivía en una casa de campo en Wonham Lane, en Betchworth (Surrey), en el momento de la desaparición de Wilson.
También trabajaba los sábados en una tienda de música y era una popular niñera local. Cuando desapareció, estudiaba el bachillerato en la Ashcombe School Sixth Form y asistía semanalmente a misa en su iglesia local, St Michael's, donde era miembro del coro, tocaba el órgano y le gustaba tocar las campanas. Sus amigos de la escuela la describían como una persona inteligente y peculiar, con un grupo de amigos pequeño pero muy unido.
Catherine Mair, amiga de Wilson, iba a mudarse a Sheffield (Yorkshire del Sur), y Wilson le había preguntado si podía ir con ella una vez que se instalara. Wilson desapareció unas semanas después de que Mair se mudara. La madre de Mair recordó que Wilson se había quedado a dormir poco antes de desaparecer y que había insistido en que no quería volver a casa. Wilson no explicó por qué. Mair ha declarado que Wilson había hablado de huir, pero no de suicidio. Ian y Karen han rebatido las afirmaciones de que su vida familiar era infeliz. Amigos y familiares también han dicho que Ruth no tenía tendencias suicidas.

## Eventos
Dos días antes de su desaparición, Wilson trabajó en su empleo habitual en una tienda de música de Dorking, y después fue a comer con su exnovio Will Kennedy, con quien aún mantenía una buena amistad, y con otro amigo, Neil Phillipson. Tanto Kennedy como Phillipson declararon que Wilson pagó la comida.
El día anterior a su desaparición, Wilson fue a practicar con las campanas a la iglesia local, luego fue a un grupo de jóvenes en Dorking y después volvió a casa de Kennedy para cenar. Su madrastra le dio ropa vieja. Su familia la recordaba relajada.

### Desaparición
El 27 de noviembre de 1995, el padre y la madrastra de Wilson se marcharon pronto a trabajar, dejando a Wilson y Jenny para coger el autobús escolar. El padre de Wilson tenía una inspección del Ofsted en el colegio donde trabajaba como jefe del departamento de ciencias y tenía prisa por marcharse. Recordó que vio por última vez a Wilson escuchando su walkman al salir de casa y que había estado de un humor estresante, sus últimas palabras a Wilson fueron "Fuera de mi camino. Tengo prisa" mientras la empujaba. En el último momento Wilson le dijo a Jenny que no iría con ella en el autobús. A Jenny no le sorprendió, ya que Wilson estaba en sexto curso y no siempre acudía todo el día, aunque sí le extrañó que su hermana lo dejara tan tarde para decírselo antes de la llegada del autobús.
Poco después de que Jenny se marchara al colegio, Kennedy apareció con su coche y se ofreció a llevar a Wilson. Ella declinó el ofrecimiento y dijo que se reunirían más tarde. Ese día no asistió al colegio, algo que su familia y sus compañeros consideraron poco habitual. Sobre las 11:30 de la mañana, Wilson cogió un taxi en Dorking. Hacia el mediodía, encargó flores para su madrastra en la floristería Thistles, situada en el número 257 de Dorking High Street. Wilson pidió que no se las entregaran hasta el miércoles siguiente.
Wilson pasó la tarde en la biblioteca de Dorking. Hacia las 16 horas tomó un taxi desde la estación de tren de Dorking hasta Box Hill. La dejaron en un camino de herradura a poca distancia del pub Hand in Hand (ahora The Box Tree), en Box Hill. El taxista declaró que Wilson mostró un comportamiento inusual, ya que se quedó quieta bajo la lluvia mientras él se marchaba. Esto fue notable, ya que el taxista observó que la gente normalmente se aleja después de haber sido dejada. En otros informes, el taxista declaró que Wilson parecía estar buscando a alguien a su alrededor. El taxista fue la última persona que la vio a las 16:30 horas.
En el momento de su desaparición, Wilson llevaba un jersey rojo de punto, pantalones negros de terciopelo, botas negras y un pequeño reloj de señora en la muñeca izquierda. Liam McAuley, un agente de policía jubilado de 58 años que investigaba la desaparición, observó que Wilson estaba "vestida para subir a otro coche" o estaba parada para esperar a que se fuera el taxista, por lo que no vio adónde iba, lo que implicaba que podía haber un tercero implicado y que la huida parecía más probable que el suicidio. McAuley también declaró que desaparecer por completo sería "muy difícil". Wilson desapareció 14 días antes del decimotercer aniversario de la muerte de su madre.

### Hechos posteriores
La familia de Wilson empezó a preocuparse cuando Wilson no regresó a casa esa noche y se enteraron por su colegio de que no había asistido a clase ese día. Telefonearon a la policía y, gracias a la información facilitada por el taxista que dejó a Ruth en Box Hill, los agentes de la policía local llevaron a cabo una búsqueda en las inmediaciones.
Esa noche, la policía de Surrey organizó una búsqueda más exhaustiva de Wilson con un helicóptero, perros policía y equipos de detección de calor. Registraron la zona de Box Hill, pero no hallaron pistas sólidas sobre su paradero. Posteriormente se descubrió que Wilson acudía con frecuencia a Box Hill después del colegio.
El 29 de noviembre, las flores encargadas por Wilson fueron entregadas a su madrastra Karen. En informes posteriores, Ian Wilson describió las flores como "un ramo caro". La amiga de Wilson, Mair, interpretó este gesto como un "levantamiento del dedo" a su madrastra.
Según informó el periódico The Times el 29 de diciembre de 1995, el 1 de diciembre la policía encontró tres notas escondidas bajo un arbusto entre la maleza en el borde superior de la cantera de Betchworth, en Box Hill. Las notas eran despedidas a su padre, a su madrastra, a su mejor amiga y a un adolescente que conocía. Cerca se encontraron paquetes vacíos de pastillas de paracetamol y una botella medio vacía de vermú.
El 2 de diciembre, la policía y los servicios de bomberos y rescate organizaron una búsqueda a gran escala, en la que participaron 60 voluntarios entre los que se encontraban miembros del público local, amigos de la escuela, colegas y guardas del National Trust. La búsqueda utilizó un helicóptero de la policía, perros rastreadores y equipos de imágenes térmicas. Un equipo de búsqueda y rescate formado junto con empleados de los propietarios de la cantera Nionisle Ltd. llevó a cabo una búsqueda detallada en el extremo de Betchworth Quarry de Box Hill.
Mark Williams-Thomas, funcionario de enlace con la familia para el caso de Wilson, declaró que las búsquedas exhaustivas a través de Box Hill no habían producido ninguna evidencia que sugiriera que fue asesinada o se quitó la vida. También declaró que estaba seguro de que Wilson no fue secuestrada por un extraño. Williams-Thomas también declaró que "por la experiencia que he tenido, sugeriría que ocurrió una de dos cosas. O bien subió allí para encontrarse con alguien y posteriormente se ha ido, o bien fue allí y murió de alguna manera".
El 8 de diciembre, Ian y Karen Wilson aparecieron en el programa matinal This Morning de la cadena ITV para pedir información. Declararon que creían que su hija estaba viva, pero que tenía miedo de volver a casa.
Ocho meses después de la desaparición, la policía de Yorkshire del Sur visitó a Catherine Mair en su nueva casa de Sheffield. Los agentes dejaron de interrogarla para mirar en su armario, como si pudiera haber estado escondiendo a Wilson. La Policía de Surrey declaró declarado que la investigación se reabriría si salieran a la luz nuevas pruebas o líneas de investigación.

## Posibles avistamientos
En el primer aniversario de la desaparición, una chica que se cree que se parecía a Wilson fue captada por las cámaras de seguridad en un quiosco de Dorking, a tres kilómetros de Box Hill. Estaba angustiada y pidió un ejemplar de cada uno de los periódicos locales y se alteró visiblemente cuando le dijeron que uno se había agotado. El propietario de la tienda de periódicos denunció el encuentro a la policía y guardó la grabación del circuito cerrado de televisión. Los periódicos locales hicieron referencia a la desaparición de Wilson. Los padres de Wilson declararon en un artículo publicado en The Times el 2 de enero de 1997 que creían que la chica del vídeo era Wilson.
En el décimo aniversario de la desaparición de Wilson, el sargento Shane Craven, jefe del equipo de personas desaparecidas de la policía de East Surrey, declaró que "en las semanas siguientes a la desaparición de Ruth se produjeron algunos avistamientos bastante fiables en la zona de Dorking por parte de personas que la conocían bien". Un artículo del Surrey Advertiser escrito por Rebecca Younger (fechado el 9 de diciembre de 2008) anunciaba un llamamiento para conmemorar el 13.er aniversario de la desaparición. El equipo de personas desaparecidas ha declarado que siguieron todas las pistas.
En 2006, Ian Wilson escribió una carta abierta a su hija desaparecida, implorándole que volviera a casa y preguntando si alguien tenía información sobre su paradero.
En 2018, un periódico local hizo un llamamiento a cualquier persona que hubiera conocido a Wilson en aquella época para que aportara cualquier información que pudiera arrojar luz sobre la desaparición.
Roxy Birch, que había conocido a Wilson en la escuela y la retrató en un vídeo de reconstrucción de la policía, afirmó que Wilson no conducía y no tenía pasaporte en el momento de su desaparición, lo que habría dificultado los viajes de larga distancia e internacionales. Otra amiga, Kay Blenard, declaró: "Creo que había planeado hacer algo. No sé si sería permanente o temporal. También me gustaría creer que alguien sabe lo que pasó".
Ese mismo año, Jon Savell, el superintendente jefe de protección pública de la policía de Surrey hizo una revisión del caso en la que afirmó: "Hay cinco explicaciones para la desaparición de Ruth Wilson: un trágico accidente, un secuestro, un suicidio, un asesinato o que se hubiera ausentado para empezar una nueva vida".